# Fargesia strigosa
Fargesia strigosa är en gräsart som beskrevs av Tong Pei Yi. Fargesia strigosa ingår i släktet bergbambusläktet, och familjen gräs. Inga underarter finns listade i Catalogue of Life.